# L'Homme de Marrakech
Pour plus de détails, voir Fiche technique et Distribution.
L'Homme de Marrakech est un film français réalisé par Jacques Deray, sorti en 1966.

## Fiche technique
- Titre : L'Homme de Marrakech
- Réalisation : Jacques Deray
- Scénario : Jacques Deray, José Giovanni, Henri Lanoë, Suzy Prim d'après le roman de Robert Page Jones Les Pilleurs du dimanche (The Heisters)
- Musique : Alain Goraguer
- Production : Claude Giroux
- Pays :  France
- Genre : Film d'aventure
- Durée du film : 92 minutes
- Dates de sortie : 
  - France : 24 avril 1966

## Distribution
- George Hamilton : George
- Claudine Auger : Lila
- Alberto de Mendoza : Travis
- Tiberio Murgia : José
- Daniel Ivernel : Vibert